# 舊弗勒特烏齊鄉

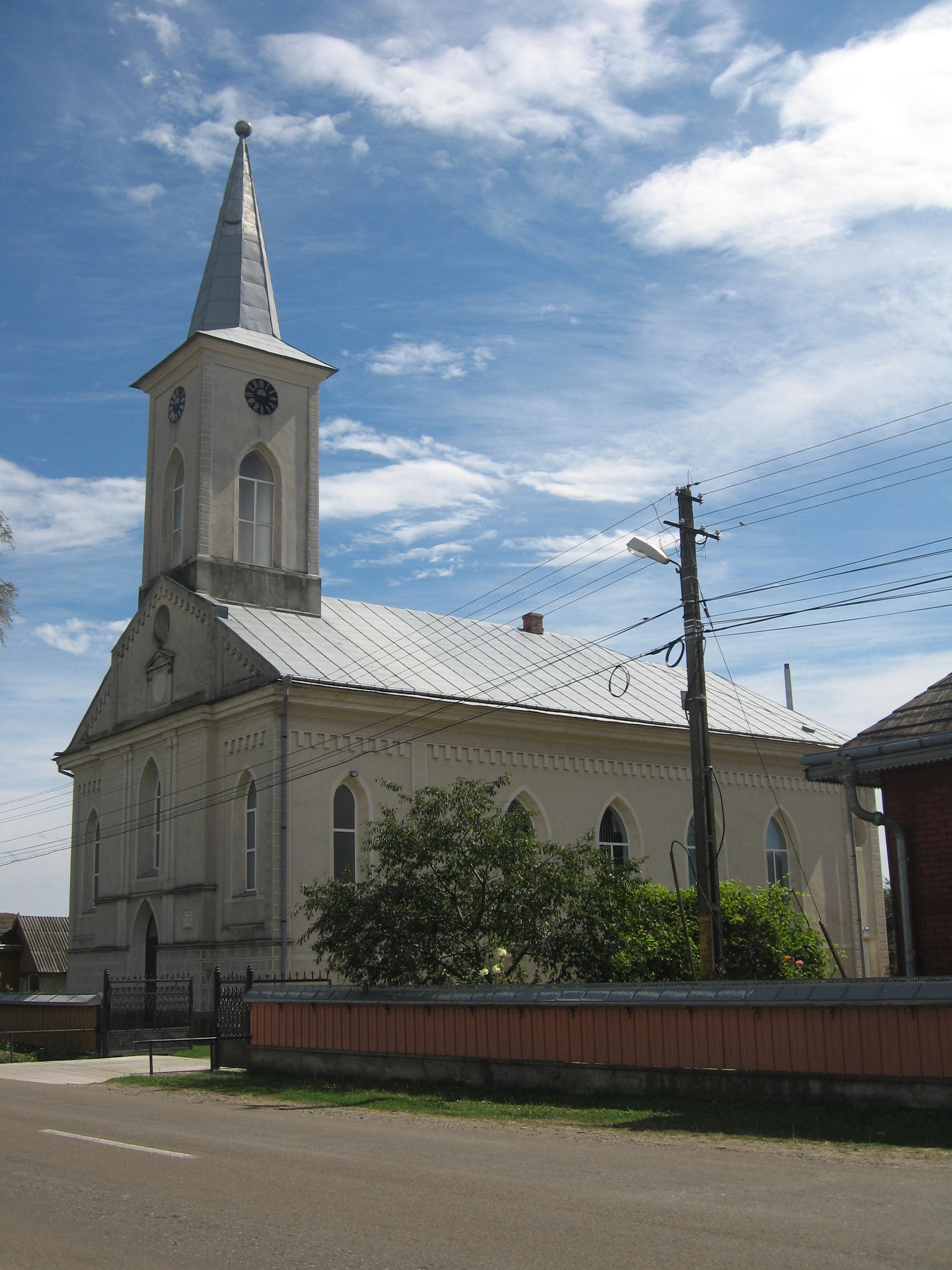

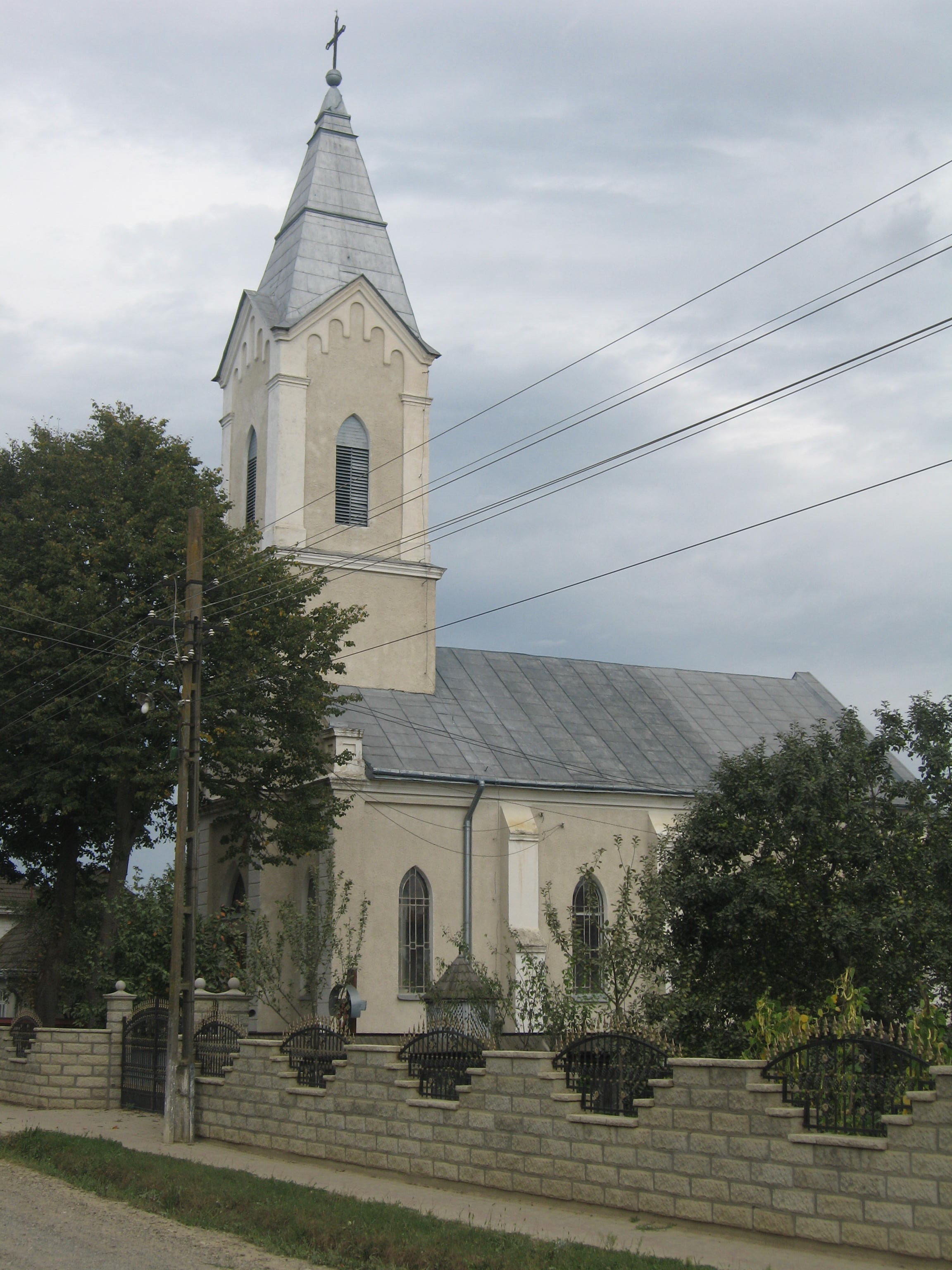

47°54′N 25°53′E / 47.900°N 25.883°E
舊弗勒特烏齊鄉（羅馬尼亞語：Comuna Frătăuții Vechi, Suceava），是羅馬尼亞的鄉份，位於該國東北部，由蘇恰瓦縣負責管轄，面積36平方公里，海拔高度405米，2007年人口4,757，人口密度每平方公里133人。